# Ploter tnący
Ploter tnący – sterowane komputerowo urządzenie tnące, służące do nacinania lub wycinania kształtów w arkuszach miękkich materiałów. Działa na zasadzie głowicy wyposażonej w ostrze, która przesuwa się nad powierzchnią wycinanego materiału.
Można wyróżnić plotery płaskie – do arkuszy ograniczonej wielkości, ułożonych na płaskiej powierzchni, gdzie głowica przesuwa się nad powierzchnią wzdłuż dwu osi X i Y, oraz plotery bębnowe (rolkowe) – do arkuszy o większej powierzchni oraz materiałów w postaci wstęgi, w których rolka przesuwa materiał (oś Y) a głowica przesuwa się wzdłuż osi bębna (oś X). Większą dokładność cięcia uzyskuje się w ploterach płaskich, jednak obecnie plotery rolkowe dorównują im w większości zastosowań.
Przy ploterach bębnowych ograniczony jest jeden wymiar (szerokość rolki), dochodzący do kilku metrów, drugi zależy tylko od długości wstęgi – nawet do kilkudziesięciu metrów.
Plotery tnące są stosowane w poligrafii do nacinania liter i innych kształtów w folii samoprzylepnej,  do wykrawania w tkaninach elementów ubrań, do wycinania w skórze części składowych butów, do wycinania na folii flock i flex tzw. prasowanek na koszulki, bejsbolówki i inną odzież napisów, loga, itp.
Do wycinania kształtów np. w styropianie (także w trzech wymiarach), w kamieniarstwie i szklarstwie do piaskowania napisów stosuje się plotery grawerujące.
Większość ploterów tnących po wymianie noża na pisaki może pracować również jako ploter kreślący grafikę wektorową. Mogą być programowane za pomocą tych samych języków programowania, co drukarki. Do znanych firm produkujących plotery tnące na potrzeby poligrafii należą m.in. Roland, Mutoh, GCC i Summa. W dziedzinie ploterów stołowych (płaskich) dominują takie firmy jak ZUND, ARISTO, KONGSBERG.